# شمال الرياض جيوبارك
شمال الرياض جيوبارك، هو منتزه جيولوجي في المملكة العربية السعوية، وأحد مواقع شبكة الجيوبارك العالمية لليونسكو.

## الموقع
يقع متنزه شمال الرياض جيوبارك في شمال الرياض بمنطقة ثادق، ويمتد على مساحة 3000 كيلو متر مربع، ويتكون من طبوغرافية متنوعة، وواحات وكثبان رملية، وسلاسل جبلية، ومملحات طبيعية، وعلى صعيد التراث التاريخي، يضم المتنزه أدوات حجرية لعصور الإنسان القديم، وقرى وقلاعاً تاريخية.

## الانضمام إلى شبكة الجيوبارك العالمية
في عام 2020، أعلن المركز الوطني لتنمية الغطاء النباتي ومكافحة التصحر واللجنة الوطنية السعودية للتربية والثقافة والعلوم، عن قبول المجلس التنسيقي لبرنامج الحدائق الجيولوجية العالمية التابعة لليونيسكو، ترشح موقع شمال الرياض جيوبارك وموقع سلمى جيوبارك، للانضمام إلى قائمة الجيوبارك العالمية التابعة لليونيسكو، وذلك في إطار الاجتماع التاسع للمجلس الذي عُقد يومي 8 و9 سبتمبر في فيتنام.
وفي 17 أبريل 2025، أعلنت اليونسكو انضمام موقعي شمال الرياض جيوبارك وسلمى جيوبارك إلى شبكة الجيوبارك العالمية التابعة لها.